# Particuliere ziektekostenverzekering
De particuliere ziektekosten- of zorgverzekering was een verzekering tegen ziektekosten. In Nederland was deze bedoeld voor iedereen die niet in het ziekenfonds kan of buiten de regelingen voor overheidspersoneel viel. Het was niet verplicht een particuliere ziektekostenverzekering af te sluiten voor mensen met een inkomen hoger dan de loongrens van het ziekenfonds.
Een particuliere verzekering vloeide voort uit een overeenkomst tussen twee partijen. De verzekeraar verbond zich door een risico te verzekeren. De verzekerde was daardoor gehouden om een premie te betalen. In het Wetboek van Koophandel staan de grenzen die gelden bij het sluiten van verzekeringsovereenkomsten. Net zoals bij alle andere vormen van verzekeren, legden verzekeraar en verzekeringnemer de overeenkomst schriftelijk vast in een verzekeringspolis, het bewijs van verzekering. In de polis stonden afspraken over de dekking van de verzekering, de hoogte van de premie en eventuele andere voorwaarden, zoals het eigen risico, de premieaanpassing, opzegtermijnen, betaalwijzen en overige verplichtingen van de verzekerde. De verzekeraar vergoedde de financiële schade in geval van ziekte van de verzekerde.
Per 1 januari 2006 is deze vorm van verzekeren in Nederland opgehouden te bestaan. De regering heeft besloten dat er één zorgverzekering komt voor alle Nederlanders. Dit betekent dat mensen niet langer particulier of ziekenfondsverzekerd zijn.